# Oppegårds kommun
Oppegårds kommun (norska: Oppegård kommune) var en kommun i landskapet Follo i Akershus fylke i sydöstra Norge. Centralorten Kolbotn ligger ca 13 kilometer sydöst om Oslo. Kolbotn och övrig tätortsbebyggelse i kommunen ingick i tätorten Oslo.

## Administrativ historik
Oppegårds kommun upprättades den 1 juli 1915 genom utbrytning ur Nesoddens kommun. Kommunen hade 793 invånare vid upprättandet.
1947 överfördes ett bebott område (med 40 invånare) från Akers kommun till Oppegårds kommun.
Den 1 januari 2020 slogs Oppegårds och Ski kommuner samman till den då nybildade Nordre Follo kommun.

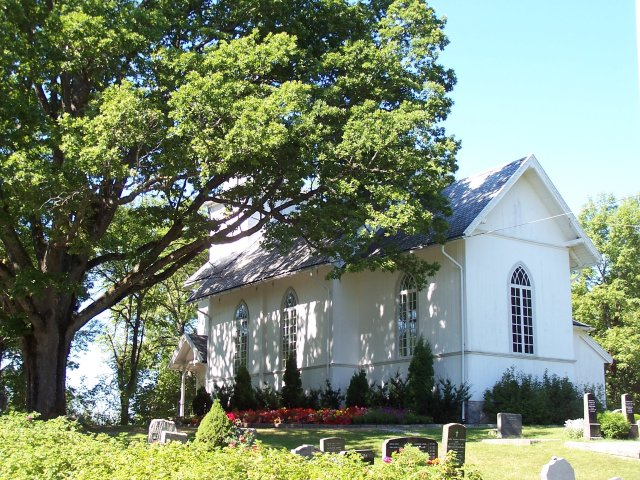
Oppegårds kyrka är en av kommunens fyra kyrkor (2006).

## Klimat
| Normaler för Kolbotn (100 meter över havet) | Januari | Februari | Mars | April | Maj  | Juni | Juli | Augusti | September | Oktober | November | December | År  |
| ------------------------------------------- | ------- | -------- | ---- | ----- | ---- | ---- | ---- | ------- | --------- | ------- | -------- | -------- | --- |
| Normaltemperatur (°C)                       | −4,6    | −4,5     | −0,5 | 4,2   | 10,5 | 14,9 | 16,2 | 15,0    | 10,7      | 6,2     | 0,5      | −3,3     | 5,4 |
| Nederbörd (mm)                              | 47      | 34       | 46   | 40    | 58   | 68   | 79   | 84      | 90        | 96      | 75       | 53       | 770 |

## Kända personer
- Roald Amundsen, polarforskare
- Kjell Magne Bondevik, politiker och före detta statsminister
- Per Edmund Mordt, fotbollsspelare
- Solveig Gulbrandsen, fotbollsspelare
- Trine Hattestad, spjutkastare
- Anders Lange, politiker